# Манта (муніципалітет)
Манта (італ. Manta, п'єм. La Manta) — муніципалітет в Італії, у регіоні П'ємонт,  провінція Кунео.
Манта розташована на відстані близько 510 км на північний захід від Рима, 55 км на південь від Турина, 27 км на північ від Кунео.

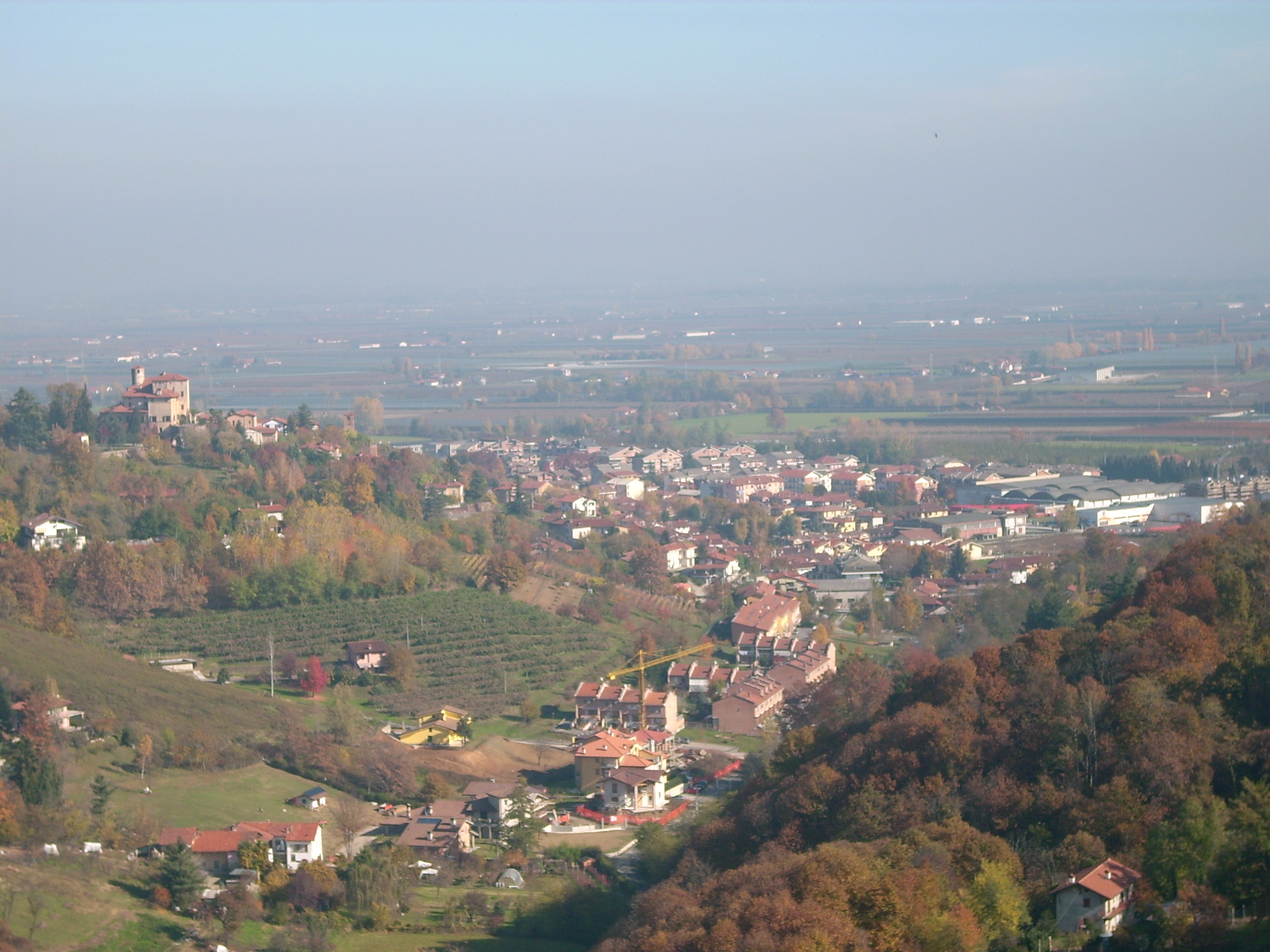

Населення — 3749 осіб (2014).

## Демографія
Населення за роками:

Станом на 1 січня 2023 року в муніципалітеті офіційно проживало 338 іноземців з 29 країн, серед них 67 громадян країн Євросоюзу та 14 громадян України.

## Сусідні муніципалітети
- Ланьяско
- Паньо
- Салуццо
- Верцуоло